# هانایاشیکی
هانایاشیکی انگلیسی: 浅草花やしき, Asakusa hanayashiki، یک پارک تفریحی در آساکوسا، تایتو-کو، توکیو است که از سال ۱۸۵۳ فعالیت می‌کند.